# Persicaria koreensis
Persicaria koreensis är en slideväxtart som först beskrevs av Takenoshin Nakai, och fick sitt nu gällande namn av Takenoshin Nakai. Persicaria koreensis ingår i släktet pilörter, och familjen slideväxter. Utöver nominatformen finns också underarten P. k. viridiflora.